# بيت المفضل (بني مطر)

تعديل مصدري - تعديل

بيت المفضل هي إحدى قرى عزلة بنيسوار بمديرية بني مطر التابعة لمحافظة صنعاء، بلغ تعداد سكانها 576 نسمة حسب تعداد اليمن لعام 2004.